# Всемирный день предотвращения самоубийств
Всемирный день предотвращения самоубийств или Всемирный день предотвращения суицида (англ. World Suicide Prevention Day) — международная дата, которая отмечается по всей планете ежегодно, начиная с 2003 года, 10 сентября, с целью содействия деятельности по предотвращению самоубийств во всем мире. В 2021 году международная акция проводится под девизом — «Вселяя надежду через действие».
Всемирный день предотвращения самоубийств начал проводиться по инициативе Международной ассоциации по предотвращению самоубийств (МАПС) при активной поддержке Всемирной организации здравоохранения и под патронажем Организации Объединённых Наций.
Количество самоубийств на 2014 составляет около 800 тысяч за год. Согласно приводимой ВОЗ статистике, в третьем тысячелетии от суицида погибает больше людей, чем из-за всех войн и насильственных убийств вместе взятых. Всемирный день предотвращения суицида, по замыслу представителей Международной ассоциации по предотвращению самоубийств, призван привлечь внимание властей и общественности к этой проблеме.